# Kazuya Maeda
Pour les articles homonymes, voir Maeda.
Kazuya Maeda (前田 和哉, Maeda Kazuya) est un footballeur japonais né le 8 septembre 1982. Il évolue au poste de défenseur.

## Biographie
Kazuya Maeda commence sa carrière professionnelle au Cerezo Osaka. En 2010, il rejoint les rangs du Montedio Yamagata.